# Réquiem (Jenkins)
Réquiem es una obra clásica por Karl Jenkins, grabada y estrenada en 2005. Fue estrenado en la Catedral de Southwark el 2 de junio de 2005, por la Orquesta Filarmónica del Oeste del Kazajistán y el conjunto de percusión y metales Adiemus, con dirección del compositor. Los solistas fueron Nicole Tibbels (voz de soprano), Clive Bell (shakuhachi), Sam Landman (voz blanca) y Catrin Finch (arpa).
En este trabajo, Jenkins intercala movimientos con poemas a la muerte japoneses en forma de haiku con los que tradicionalmente se encuentran en una Misa de Réquiem. A veces, el texto en latín se canta a continuación del texto del haiku.
Se emplean en la orquestación instrumentos orientales, tales como el shakuhachi, la darabuca, el taiko y tambores de marco. 
Una grabación de la pieza Requiem se recogió en el álbum del mismo nombre, junto con In These Stones Horizons Sing (En estas piedras cantan los horizontes), pieza compuesta para la ceremonia de apertura del Centro del Milenio de Gales, en Cardiff.